# Oreoscopus gutturalis
Az Oreoscopus gutturalis a madarak osztályának verébalakúak (Passeriformes) rendjébe, az ausztrálposzáta-félék (Acanthizidae) családjába tartozó Oreoscopus nem egyetlen faja. A családot egyes szervezetek a gyémántmadárfélék (Pardalotidae) családjának Pachycareinae alcsaládjaként sorolják be.

## Rendszerezése
A fajt Charles Walter De Vis angol zoológus írta le 1889-ben, a Sericornis nembe Sericornis gutturalis néven.

## Előfordulása
Ausztrália északkeleti részén honos. A természetes élőhelye szubtrópusi és trópusi síkvidéki és hegyi esőerdők. Nem vonuló faj.

## Megjelenése
Testhossza 12–14 centiméter, testtömege 20 gramm.

## Életmódja
Ízeltlábúakkal táplálkozik.